# Lorenzo Alessandro Zaccagni
Pour les articles homonymes, voir Zaccagni.
Lorenzo Alessandro Zaccagni est un érudit italien, préfet de la bibliothèque apostolique vaticane, né à Rome en 1657, et mort le 26 janvier 1712.

## Biographie
Lorenzo Zaccagni est le fils de Stefano Zaccagni, d'origine florentine, venu s'installer à Rome. Il a étudié à Rome les classiques et est devenu un savant en grec et en latin.
Il a été un protégé du cardinal Girolamo Casanate puis du cardinal Enrico Noris. Il a été nommé second custode de la bibliothèque vaticane quand Emmanuel Schelstrate en est le préfet. Il devient préfet ou premier custode de la bibliothèque vaticane après qu'Enrico Noris ait été nommé cardinal par Innocent XII.
Il a fait partie d'une congrégation nommée en 1700 par le pape pour corriger le calendrier grégorien et dont le cardinal Noris avait été nommé président et Francesco Bianchini (13 décembre 1662 à Vérone - 2 mars 1729 à Rome), camérier d'honneur du pape Clément XI, secrétaire. L'objet de cette congrégation était de voir quelle réforme il faudrait faire au calendrier grégorien pour ôter aux États protestants tout sujet pour ne pas le recevoir et répondre aux critiques des États allemands,.
Clément XI l'a nommé camérier d'honneur.
Il a été enterré dans l'église San Giovanni Decollato où on a gravé au-dessus de sa tombe, sur le pavement :
::::D. O. M.
Laurentio Zaccagnio
Patria Romano
Florentia oriundo
Bibliotecæ Vaticanæ Præfecto
Viro
Et partis & neglectis bonoribus
Librisque quà editis quà paritis
Apud italas gentes & exteras quoque celeberrimo
Qui insperatò sublatus
Tunc
Cum maiora Litteratorum Reipublice promitteret
Et à Summis Pontificibus expectoret
Hic se bumandumjussit.
Anna Maria Soror & Hæres
Faciendum curavit
Obiit
Di XXVI Januarii
Anno MDCCXII
Ætatis suæ
LV

## Publications
- Collectanea Monumentorum veterum Ecclesiæ græcæ ac latinæ, Rome, 1698 tome 1
- Bibliothecae Casanatensis catalogus librorum typis impressorum
- Ecclesiarum urbanarum ex Anastasio bibliothecario et aliis antiquis monumentis magnus catalogus, conservé dans le codex Vatic. lat. 7147
- Dissertatio historica de summo apostolicae sedis imperio in urbem comitatumque Comacli, 1709 (lire en ligne)